# James R. Newman
James Roy Newman (1907 – 1966) è stato un matematico statunitense e uno storiografo della matematica.

## Biografia
Divenne membro del consiglio dei curatori per Scientific American a 41 anni. Scrisse nel 1942 The Tools of War (Gli strumenti della guerra), una disamina illustrata sull'arte della guerra.
Fu anche avvocato, esercitando l'attività legale nello Stato di New York dal 1929 al 1941.
Durante e dopo la Seconda Guerra Mondiale occupò diverse cariche governative negli Stati Uniti, tra le quali quella di Chief Intelligence Officer presso l'ambasciata statunitense a Londra, di Assistente Speciale al Sottosegretario della Guerra, e Consigliere al Senato Statunitense delegato riguardo all'energia atomica.
Ebbe anche il merito della prima descrizione del concetto matematico di "Googol", descritto del suo libro "La matematica e l'immaginazione", pubblicato nel 1940 in collaborazione con Edward Kasner: in esso identificò il concetto matematico di un numero, finito ma grandissimo, che chiamò "Googol", e di un altro grande numero che chiamò "Googolplex".
Nel 1948 pubblicò The control of atomic energy (Il controllo dell'energia atomica), nel 1955 What is Science (Cos'è la Scienza), e nel 1956 The World of Mathematics (Il mondo della matematica), un'opera in quattro volumi sulla letteratura matematica dai tempi di A'h-mosé the Scribe, fino ad Albert Einstein, corredata di note ed approfondimenti.
Questi quattro volumi toccano e coprono diverse branche della matematica, e rappresentano lo sforzo effettuato da Newman nel cercare di racchiudere in un'opera quelli che riteneva fossero gli aspetti più salienti dell'ambito culturale matematico.
Con un ventaglio di argomenti che spazia dalla biografia di Srinivasa Ramanujan, a cura di Newman stesso, alla Definizione di Numero di Bertrand Russell, viene spesso riconosciuta alla sua serie di volumi la proprietà di essere adatta ad ogni tipologia di lettore, indipendentemente dalle abilità e conoscenze matematiche di quest'ultimo. La serie è stata ristampata più volte da diverse case editrici.
Altra fatica di Newman, affiancato da Ernest Nagel, fu Gödel's Proof (La prova di Gödel, 1958), concernente i principali risultati legati ai teoremi di incompletezza di Gödel e le filosofie matematiche ad essi sottesi, con un linguaggio mirato ad un pubblico vasto e non specialistico. Questa fu l'opera che spinse Douglas Hofstadter ad addentrarsi nello studio della logica matematica, e a scrivere poi il suo famoso libro Gödel, Escher, Bach, oltre che a stilare una seconda edizione di Gödel's Proof, pubblicata nel 2002.
Nel 1961 Newman scrisse poi "Science and Sensibility", nel 1962 The rule of Folly e nel 1963 The Harper encyclopedia of science.